# 798예술구

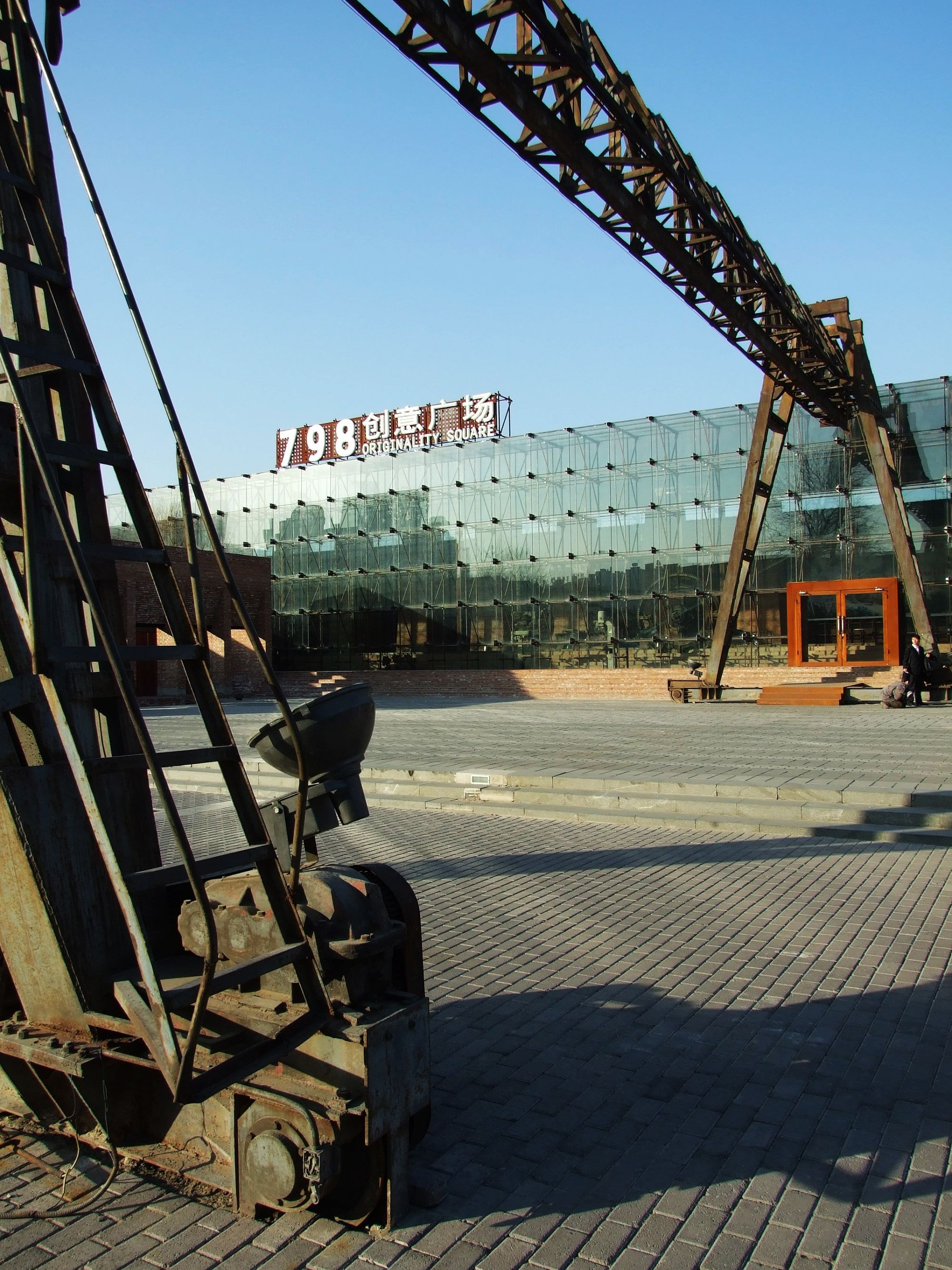
798예술구

798예술구(798艺术区)는 베이징시 차오양구 다산쯔 지역에 위치한 예술 거리다. 이곳은 원래 구소련과 독일의 기술로 세운 무기공장으로 신중국 공업화 역사를 증언하고 있다. 냉전이 끝나고 무기생산이 활력을 잃으면서 공장들은 정부에 의해 외부로 옮겨지고 이 일대에 새로운 전자타운이 조성될 계획이었으나 2002년 많은 예술가들이 임대계약으로 이곳에 예술공간을 조성하고 몇몇 예술가들과 함께 대외 예술행사를 개최하며 주목받기 시작한다. 2006년 798예술구는 정부에 의해 최초 10개 문화창의산업 집중구로 지정되어 "창의지구(創意地區), 문화명원(文化名園)" 의 슬로건과 함께 베이징의 문화아이콘으로 상징되고 있다.

## 국제적 명성
798예술구는 타임, 뉴스위크, 포춘지 등에 세계에서 가장 문화적 상징성과 발전가능성이 있는 예술도시로 선정되었다. 뿐만 아니라 매년 따샨즈국제예술제, 최근에는 798의 발전을 한눈에 볼 수 있는 798 双年展 등이 열려 국제적으로도 영향력을 넓혀가고 있다. 현재 베이징 798예술구에는 400여 개가 넘는 전문 화랑과 갤러리, 독특한 인테리어의 수많은 카페와 아트샵들이 몇몇 가동중인 공장들과 함께 공존하며 중국의 현대미술을 세계에 알리고 있다. 이로 인해 하루에도 수천명의 관광객과 세계적인 컬렉터와 딜러들이 이곳을 찾는 국제 미술시장의 메카로 부상하였다.

## 비판

### 과도한 상업화
2008년 베이징 올림픽 이래, 798 예술구의 명성이 점점 더 커지고 있다. 중국과 외국 자본의 유입이 갈수록 많아져, 많은 사람들이 짧은 기간 안에 벼락부자가 되는 기대를 가지게 되었다. 하지만, 실제로는 모든 사람이 높은 수준의 예술가가 될 수는 없는 법이다. 반면에 임대료 등의 인상으로 인해, 창작 예술가들은 798을 떠날 수 밖에 없게 되었다.